# Emil Nolde
Emil Nolde (n. 7 august 1867, Nolde⁠(d), regiunea Syddanmark, Danemarca – d. 13 aprilie 1956, Seebüll⁠(d), Republica Federală Germania), născut Hans Emil Hansen, a fost un pictor, acuarelist și grafician german, reprezentant al expresionismului și al expresionismului german, membru al grupării artistice Die Brücke.
Nolde este unul din marii acuareliști și un maestru al culorilor printre artiștii secolului XX.

## Viața și opera
Originar dintr-o familie de țărani, Emil Hansen se naște la 7 august 1867 în satul Nolde, situat în apropierea graniței cu Danemarca. La vârsta de 17 ani, se înscrie la Școala de Arte Aplicate din Flensburg, pe care o frecventează până în anul 1888. Va începe apoi să lucreze în diverse fabrici de mobile din München, Karlsruhe și Berlin, unde învață să sculpteze în lemn. În anul 1891, devine profesor pentru desen ornamental și industrial la școala de pe lângă Muzeul de Artă Decorativă din St. Gallen (Elveția). Excursiile la munte reprezintă sursa de inspirație pentru o serie de acuarele, multiplicate sub formă de cărți poștale. Grație sumelor de bani obținuți din vânzarea lor, reușește în 1898 să plece la München și urmează școala particulară de pictură din Dachau condusă de Adolf Hölzels, după ce îi fusese respinsă înscrierea în Academia de Arte Frumoase. În anul 1899, merge la Paris și frecventează cursurile Academiei Julian. Anul următor pleacă în Danemarca, unde deschide un atelier în Copenhaga. Aici cunoaște pe tânara actriță Ada Vilstrup, cu care se căsătorește în anul 1902. În același an se stabilește în Berlin și adoptă numele Nolde, după satul său natal.
În anul 1906 aderă la gruparea „Die Brücke", la invitația pictorului Karl Schmidt-Rottluft, și începe să expună cu membrii acestui grup la Dresda. În acest timp, pictura sa se caracterizează printr-o tematică câmpenească sau florală și prin vioiciunea culorilor. Nolde rămâne însă un solitar, trăind când în Berlin, când pe insula Alsen din Marea Baltică. După un an părăsește grupul „Die Brücke" și intră în legătură cu membrii grupului „Neue Sezession” din Berlin, iar mai apoi cu „Der Blaue Reiter”. Temele tablourilor sale evoluează, el abordează subiecte religioase, folosind aceiași tehnică a culorilor pure (de ex.: Das Leben Christi, 1911-1912, în 9 tablouri de altar). 
Nolden petrece multe ore în Muzeul de Etnografie din Berlin, desenând sculpturile și măștile culturilor primitive. În anul 1913, va participa la o expediție în insulele din oceanul Pacific, unde realizează numeroase schițe și acuarele. La întoarcere își cumpără o fermă pe malul râului Wiedau, în regiunea Schleswig, care după război va aparține Danemarcei.
În 1926 cumpără un teren de partea germană a graniței în apropiere de Neukirchen (Wiedingharde), pe care îl denumește Seebüll, și construiește o casă care îi va servi ca locuință și, în același timp, ca atelier împreună cu o sală de expunere a tablourilor („Bildersaal”). „Haus Seebüll" este în prezent un muzeu (Fundația „Ada și Emil Nolde”), unde anual se organizează o expoziție retrospectivă cu operele lui Emil Nolde. 
Cu toate că simpatizează cu național-socialismul, va cădea în dizgrație - ca de altfel toți ceilalți artiști expresioniști - operele sale sunt expuse în expoziția „Arta degenerată”. În 1937, peste o mie din lucrările sale sunt scoase din muzeele germane, autoritățile interzicându-i să mai picteze. În această perioadă realizează pe ascuns o serie de acuarele, pe care le denumește „tablourile mele ne-pictate”.
După 1945, Emil Nolde obține numeroase distincții și onoruri. Pictează peste o sută de tablouri în ulei și numeroase acuarele. Participă la documenta I (1955), operele lui sunt expuse apoi postum la documenta II (1959) și documenta III în anul 1964 la Kassel.
Emil Nolde moare în ziua de 13 aprilie 1956 în Seebüll.

### Caracteristicile operei
(Vezi link-ul: „Galerie virtuală: operele lui Emil Nolde”)
În picturile sale - ca și în gravurile colorate și în acuarele - se afirmă un temperament puternic, cu tensiuni spirituale și vitale ce se exaltă până când iau forma unor dramatice confruntări. Culorile, așezate în straturi dense, contrastează violent, prin alăturarea pe suprafețe întunecate, sau prin prezența șocantă a unor tonuri foarte vii. În portrete, dar mai ales în peisaje, atmosfera nocturnă, tenebroasă, definește expresionismul tipic pentru spațiul nordic (Peisaj cu mlaștine, 1916; Barcă de pescuit, 1946). Uneori sentimentul este al unor cataclisme iminente, și nu întâmplător unele tablouri tratează motive biblice, apocaliptice. Pictorul simplifică trăsăturile personajelor, reduce la esențial elementele unui peisaj, păstrează lumina în formele ei pure în reprezentarea florilor.

## Distincții
- 1927 – Doctor honoris causa, din partea Universității Christian-Albrechts, Kiel
- 1949 – Medalia Stefan-Lochner din partea orașului Köln
- 1950 – Premiul Bienalei din Veneția pentru opera grafică.
- 1952 – Premiul cultural din partea orașului Kiel

## Galerie imagini

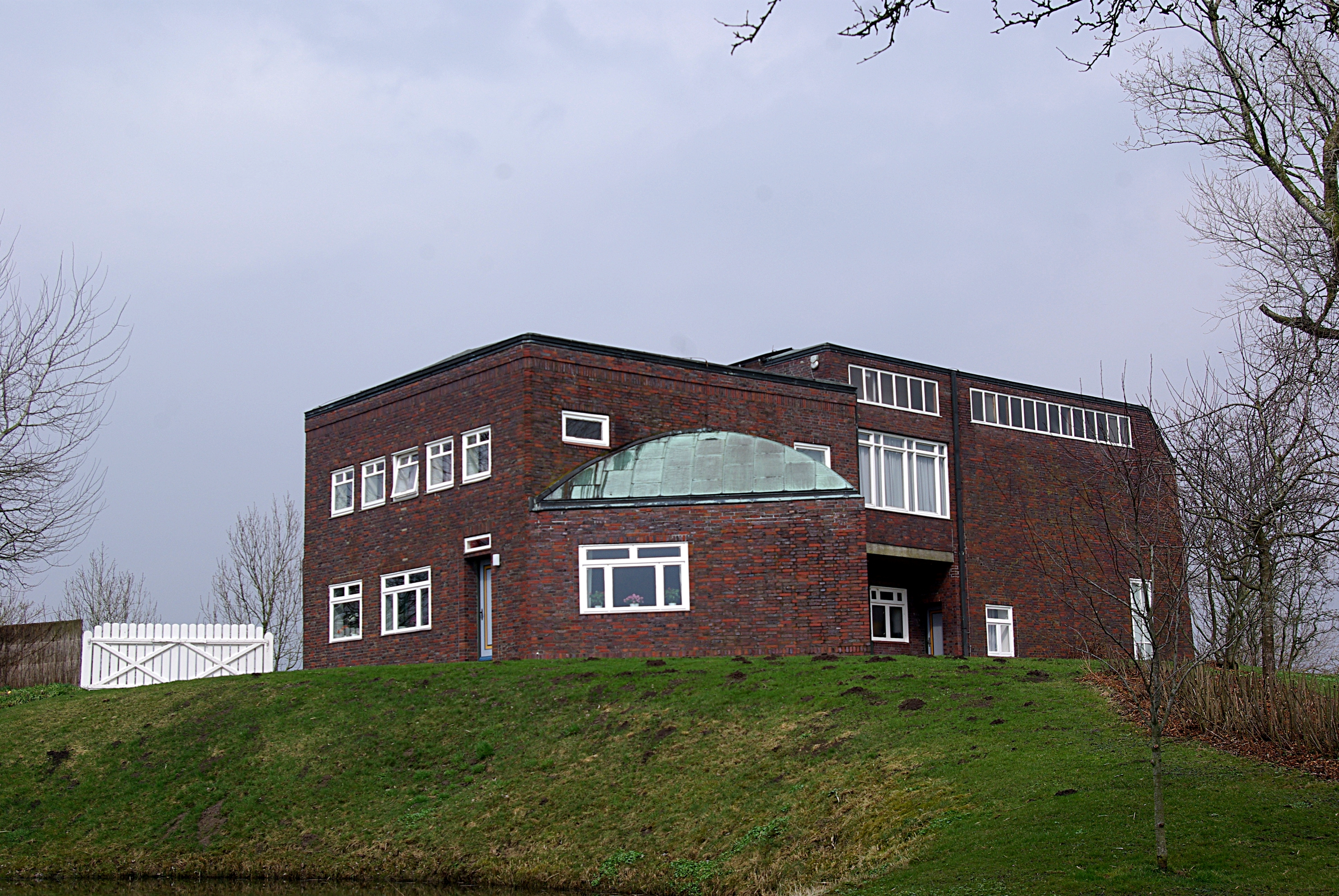
Casa Nodle
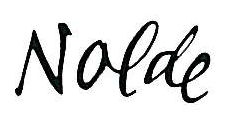
Autograful lui Nodle